# Nostradamus în cultura populară
Profețiile lui Nostradamus au devenit o parte omniprezentă a culturii populare din secolele XX și XXI. Fiind subiectul a sute de cărți (atât de ficțiune cât și non-ficțiune), viața lui Nostradamus a fost descrisă în mai multe filme (în mod eronat până în prezent), în plus viața și profețiile sale continuă să fie un subiect de mare interes în mass-media. În epoca internetului, au existat, de asemenea, mai multe farse notabile în care catrene scrise în stilul lui Nostradamus au fost difuzate prin e-mail. Cel mai cunoscut exemplu se referă la atacurile din 11 septembrie 2001 din New York de la World Trade Center.

## Presupuse profeții
Entuziaști ai scrierilor lui Nostradamus cred că acesta a profețit numeroase evenimente din istoria lumii, inclusiv Revoluția Franceză, ascensiunea lui Napoleon Bonaparte, bomba atomică, ascensiunea lui Adolf Hitler, atacurile din 11 septembrie 2001 asupra World Trade Center, ultimul Papă. Acești entuziaști pretind că fiecare nouă criză mondială a fost profețită de Nostradamus, deoarece de-a lungul timpului a apărut  o tendință de a pretinde că "Nostradamus a prezis ceea ce tocmai s-a întâmplat.". Aceste afirmații se bazează foarte mult pe rolul interpretării.
O profeție foarte bine cunoscută este aceea că "un mare și înfricoșător conducător va veni din cer" în 1999 și timp de 7 luni "îl va învia pe regele din Angoumois." Dar cuvântul d'effraieur (al terorii) de fapt nu apare nicăieri în prima versiune originală, unde  pur și simplu Nostradamus folosește cuvintele  deffraieur (cheltuitor), și Nostradamus uneori folosește ciel cu sensul de 'regiune' mai degrabă decât 'cer'. Pe baza tehnicii acum cunoscute a lui Nostradamus de a proiecta evenimente trecute în viitor, Lemesurier sugerează că Centuria X.72 Arhivat în 6 august 2006, la Wayback Machine. prin urmare se referă la însănătoșirea prizonierului Francis I al Franței (care a fost Duce de Angoulême) după vizita surprinzătoare în 1525 a Sfântului Împărat Roman Carol Quintul, cel care îl băgase în temniță.

## În industria divertismentului

### Filme
Nostradamus este subiectul a mai multe filme, printre care:
- Nosutoradamusu no daiyogen la Internet Movie Database (Catastrophe 1999: Prophecies of Nostradamus); (film din 1974 de Toshio Masuda)
- Nostradamus: The Man Who Saw Tomorrow la Internet Movie Database Nostradamus: The Man Who Saw Tomorrow (1981), un documentar găzduit de Orson Welles.
- Nostradamus (1994) descrie creșterea influenței lui Nostradamus, datorită tratării cu succes a ciumei și a predicțiilor sale, culminând cu numirea sa ca medic la curtea regelui Carol al IX-lea al Franței.
- Nostradamus la Internet Movie Database (2000)
- Nostradamus:  The Prophecy la Internet Movie Database film japonez  descrie lupta îngerilor împotriva evenimentelor rușinoase și a răufăcătorilor din profeții.
- Apare în filmul polonez din 2008 Before Twilight
- Farewell to Nostradamus este un film anime bazat pe profețiile lui Nostradamus.
- Numele lui Nostradamus este menționat în filmul italian din 1985 Demoni, regizat de Lamberto Bava și produs de  Dario Argento. Potrivit personajelor din film prezentate la cinematograful fictiv Metropol, Nostradmaus a prezis înmulțirea demonilor, care vor "răspândi ciuma" și vor fi "instrumente ale răului".

### Televiziune
În serialul de televiziune Alias apare personajul Milo Rambaldi, un profet fictiv, care pare a fi o combinație între Nostradamus și inventatorul non-profetic dar vizionar, artistul și geniul Leonardo Da Vinci. 
În serialul de televiziune științifico-fantastic Prima invazie, protagoniștii folosesc o carte necunoscută de catrene scrise de Nostradamus pentru a lupta împotriva unei invazii extraterestre. 
Nostradamus a fost, de asemenea, un personaj principal în serialul BBC This Morning With Richard Not Judy, unde a fost interpretat de Emma Kennedy.

### Jocuri video
În 1993, Face produce jocul arcade Nostradamus.
Profetul apare în jocul video Lionheart: Legacy of the Crusader din 2003 și Nostradamus: The Last Prophecy din 2007.
Apare în jocul polonez Reksio și Mașina Timpului, deși s-a dovedit a fi o deghizare.